# Santa Maria de Guadalupe
Kraljevski samostan Djevice Marije od Guadalupe (španjolski: Real Monasterio de Nuestra Señora de Guadalupe) je rimokatolički samostan u Guadalupeu, pokrajina Cáceres, španjolske autonomne zajednice Ekstremadura; stoljećima najvažniji samostan u Španjolskoj koji je 1993. godine proglašen UNESCO-ovom svjetskom baštinom zbog iznimne povijesne važnosti (osobito za 1492. godinu), ali i kao vjersko središte Španjolske, koje je predstavljeno skulpturom Gospe, simbolom pokrštavanja Novog svijeta.

## Povijest
Samostan potječe iz 13. stoljeća kada je pastir Gil Cordero iz Cáceresa, na obali rijeke Guadalupe otkrio skulpturu Gospe koju je netko sakrio tijekom maurske invazije 714. godine. Na mjestu gdje je pronađena podignuta je kapela. Alfons XI. je više puta posjetio kapelu i molio se Gospi od Guadalupe prije bitke za Rio Salado (1340.). Nakon pobjede u toj bitci, čiji je ishod pripisao Gospi, odlučio je na mjestu kapele izgraditi kraljevsko svetište i započela je izgradnja kompleksa.
God. 1389., monasi Hijeronimiti su preuzeli samostan i učinili ga svojim središtem. Izgradnja se nastavila pod upravom monaha i 1474. god. u samostanu je sahranjen kralj Henrik IV. Kastiljski, uz svoju majku, Mariju Aragonsku.
Kristofor Kolumbo je nakon otkrića Amerike, kao hodočasnik pohodio ovaj samostan i tu se zahvalio nebesima na tom otkriću. Samostan ima snažnu povezanost s Novim svijetom, gdje je Gospa od Guadalupe visoko cijenjena, od svetišta Gospi od Guadalupe širom Meksika i šire. 
Iako su svećenici iz ovog samostana osnovali slavni samostan Escorial, koji je bio mnogo bliži kraljevskoj rezidenciji, Santa Maria de Guadalupe je ostala pod kraljevskim pokrovstvom. Ostao je najvažnijim španjolskim vjerskim središtem sve do sekularizacije samostana 1835. godine. U 20. stoljeću, samostan su oživjeli franjevci i 1955. godine, papa Pio XII. dodijelio mu je titulu "Manje papinske bazilike".

## Odlike
Samostan je tijekom stoljeća izgrađen u više umjetničkih stilova, a kompleksom dominira glavna crkva (templo mayor) koju su u gotičkom stilu izgradili Alfons XI. i njegovi nasljednici u 15. stoljeću. Kvadratična kapela sv. Kataline (Santa Catalina) je također iz 15. stoljeća, a njena skupina ukrašenih grobnica potječe iz 17. stoljeća. Ona je povezana kapelom relikvija (16. st.) s bogato ukrašenom baroknom sakristijom (1638. – 47.) u kojoj se nalazi serija slika Zurbarána.
Iza bazilike se nalazi oktogonalna barokna građevina Camarin de la Virgen (1687. – 96.) koja ima impresivnu Gospinu dvoranu ukrašenu štuko dekoracijama, s devet slika (Luca Giordano), i prijestoljem na kojemu je smještena slavna skulptura Gospe po kojoj je kompleks dobio ime.
Ostale važne građevine su:
- Mudéjar klaustar (1389. – 1405.) s veličanstvenim portalom u pleterskom stilu
- kasnogotički klaustar (1531. – 33.)
- Nova crkva koju su dali izgraditi Kolumbovi potomci 1730. godine

Nažalost, palača Izabele I. iz 15. stoljeća je srušena 1856. godine.
- Tornjevi samostana
- Gospa od Guadalupea
- Iskušavanje sv. Jeronima (Francisco de Zurbarán)
- Krunidba Djevice
(El Greco, 1591.)
- Ispovijedanje u ćeliji (Goya, 1808.-12.)

## Vanjske poveznice
- Monasterio de Santa María de Guadalupe - službena stranica.
- Fotografije